# Soomilduth Bholah
Soomilduth Bholah ist ein Politiker der Mouvement Socialiste Militant (MSM) aus Mauritius, der mehrmals Minister war und seit 2019 Minister für industrielle Entwicklung, kleine und mittlere Unternehmen und Genossenschaften ist.

## Leben
Soomilduth Bholah war mehr als 25 Jahre lang als Finanzdirektor in der Privatwirtschaft tätig und ist Fellow des britischen Chartered Institute of Management Accountants (FCIMA) sowie Mitglied des US-amerikanischen Chartered Global Management Accountants. Er wurde am 11. Dezember 2014 als Kandidat der Mouvement Socialiste Militant (MSM) erstmals zum Mitglied der Nationalversammlung gewählt und vertritt dort seither den Wahlkreis No. 10 Montagne Blanche & Grand River South East. Vier Tage später wurde er am 15. Dezember 2014 Minister für Wirtschaft, Unternehmen und Genossenschaften im dritten Kabinett von Premierminister Anerood Jugnauth. Das Amt als Minister für Wirtschaft, Unternehmen und Genossenschaften bekleidete er vom 24. Januar 2017 bis zum 12. November 2019 auch im Kabinett von Premierminister Pravind Jugnauth.
Bholah wurde am 8. November 2019 für die MSM im Wahlkreis No. 10 Montagne Blanche & Grand River South East abermals zum Mitglied der Nationalversammlung gewählt. Im Zuge der darauf folgenden Kabinettsumbildung übernahm er am 12. November 2019 in der Regierung von Premierminister Pravind Jugnauth das Amt als Minister für industrielle Entwicklung, kleine und mittlere Unternehmen und Genossenschaften.